# Celtibéria
A Céltiberia era a região histórica da Península Ibérica, que Estrabão e outros geógrafos do período romano se referem, onde habitavam os celtiberos.
Embora se saiba seja uma área que naturalmente sofreu uma certa instabilidade ao longo do tempo, do século VIII A.C. até ao século I D.C, que será afirmada na segunda guerra púnica e a implantação da romanização na região, segundo certos arqueólogos reconhecidos, nomeadamente Alberto Lorrio, situam-na nas terras altas do Planalto Oriental à margem direita do Vale Médio do Ebro. Em linhas gerais inclui Soria, grande parte de Guadalajara e Cuenca, o sector oriental de Segóvia, o Sul de Burgos e Rioja e o ocidente de Zaragoza e Teruel, e chegando a compreender a área norte-ocidental de Valência.
Como referência temos certas cidades antigas, tais como Segobriga, Clunia e Contrebia Leucade que contêm importantes vestígios da passagem destes povos celtas.

## Ligações exteriores
- Um estudo acerca do significado do termo "Celtiberia" na Geografia de Estrabão, por Jeane Cristina Menezes Crespo, Revista Brathairm v. 4, n. 2 (2004)